# Anna Elisabet Weirauch
Anna Elisabet Weirauch (n. 7 august 1887, Galați – d. 21 decembrie 1970, Berlinul de Vest) a fost o scriitoare germană.

## Biografie
Anna Elisabet Weirauch a trăit în România cu mama sa germană, care a fost  scriitoare, și cu tatăl ei, fondator și director al Băncii Naționale a României până la moartea sa. S-a mutat în Turingia cu mama ei, iar în anul 1893 s-au mutat din nou la Berlin. În capitală, Weirauch a mers la o școală privată pentru a învăța actoria. Pentru un deceniu, începând din 1904, ea a lucrat la Berlin, la Teatrul German de Stat, unde a jucat în spectacole regizate de Max Reinhardt.
A început să scrie piese de teatru, iar mai târziu romane. Der Skorpion, publicat in 1932, este cel mai cunoscut roman al său și a fost considerat o operă literară lesbiană semnificativă la data publicării. În 1933 s-a mutat la Gastag, Bavaria Superioară, unde a trăit cu partenera sa de viață. După al Doilea Război Mondial, s-a mutat la München, și mai târziu a revenit la Berlin, cu un an înainte de a muri.